# Janet Novás
Janet Novás Rodríguez (Porriño, Pontevedra, 1982) es una bailarina y actriz española. En 2024 ganó el premio Goya a la mejor actriz revelación.

## Trayectoria
Se formó en danza contemporánea en Madrid, Bruselas y Berlín. En 2001 se instaló en Madrid y desde 2008 ha creado coreografías en diferentes festivales de danza y artes escénicas de Europa y América. Ha colaborado en espectáculos con Mercedes Peón y con la compañía Voadora de Marta Pazos. También se dedica a la enseñanza de la danza.
Como actriz, Novás debutó como protagonista en O corno, dirigida por Jaione Camborda, que ganó la Concha de Oro a la mejor película en el Festival Internacional de Cine de San Sebastián. Por su papel en la película ganó el Premio Goya a la Mejor Actriz Revelación en 2024.

## Filmografía

### Películas
- O corno (2023)

## Premios y nominaciones
Premios Goya
| Año  | Categoría               | Obra    | Resultado |
| ---- | ----------------------- | ------- | --------- |
| 2024 | Mejor actriz revelación | O corno | Ganadora  |